# Orfeão Rio-Grandense

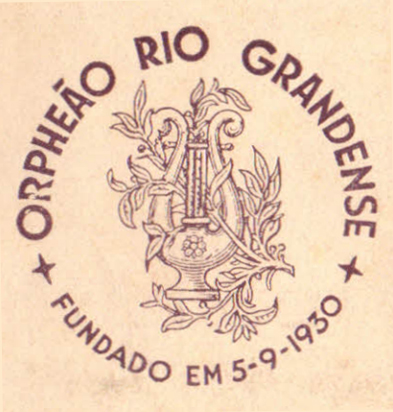
Emblema do Orfeão Rio-Grandense.

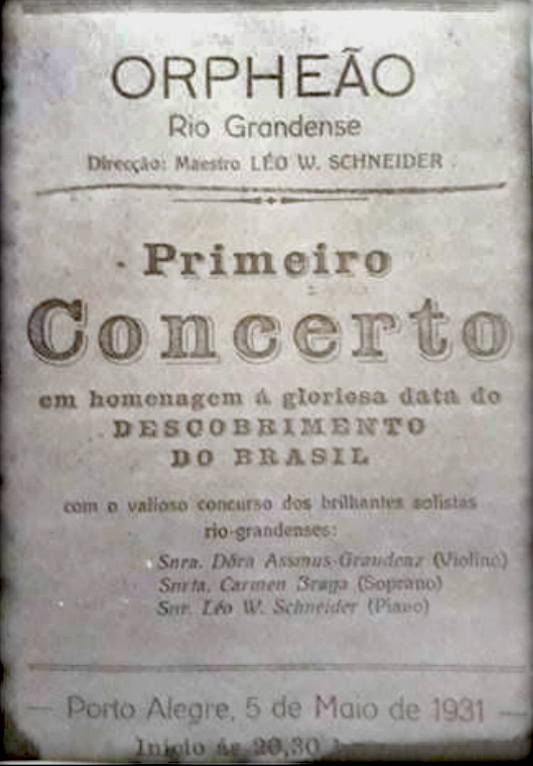
Capa do programa do primeiro concerto do Orfeão.

O Orfeão Rio-Grandense foi uma associação musical brasileira, sediada em Porto Alegre, notabilizada pela contribuição que deu para o canto coral e a música operística do estado do Rio Grande do Sul.
O Orfeão foi fundado em 12 de setembro de 1930 por um grupo de músicos porto-alegrenses reunidos para um concerto comemorativo do Dia da Independência promovido pelo cantor e professor alemão Hans Edgard Oberstetter. O concerto devia ser apresentado ao ar livre, na concha acústica do antigo Auditório Araújo Viana, mas não ocorreu no dia 7 de setembro devido ao mau tempo, sendo realizado no dia 14. O ambiente de confraternização criado entre os músicos durante os ensaios propiciou a fundação da associação musical, que seria destinada primariamente a promover o canto coral. O nome foi sugerido por Nicolau Birnfeld Filho. No mesmo dia 12 foi eleito um conselho administrativo provisório composto por Walter Hofmann, Oscar Werkheuser, Luís Blanck e Carlos Ruschel. Em outubro foi eleita a primeira diretoria, integrada por Nicolau Birnfeld Filho, presidente; Walter Hofmann, vice-presidente, Harry Wagner, 1º secretário; Álvaro Pereira Júnior, 2º secretário; Alfonso Rossi, tesoureiro; Pedrotto Hengist, arquivista, e Antônio Carlos Lima, orador.
A fundação contou com o amparo da Intendência de Porto Alegre, que cedeu uma sala do Auditório Araújo Viana para a realização dos ensaios, empresas locais doaram partituras e materiais diversos para o trabalho administrativo, foram feitas chamadas na imprensa para reunir cantores, o maestro Léo Schneider assumiu a direção artística e a preparação dos músicos. Inicialmente era um coro exclusivamente masculino, e todos os seus membros eram amadores. O primeiro concerto ocorreu no Theatro São Pedro em 5 de maio de 1931, apresentando um arranjo a cappella do Hino Nacional e outras composições para canto acompanhado de violino e piano.
Apesar de receber uma acolhida calorosa, depois do primeiro concerto as atividades entraram em recesso por uma combinação de razões. O maestro Schneider deixou o grupo, a sala no Auditório deixou de estar disponível, o financiamento era escasso, os primeiros estatutos não foram aprovados pela assembleia e alguns cantores experimentavam problemas pessoais. O concerto programado para 1932 foi adiado várias vezes e por fim cancelado. Em 1933 o Orfeão se reorganizou, passou a admitir mulheres no coral, e o maestro José Leonardi assumiu a direção artística. A incorporação de Leonardi foi muito vantajosa. Ele já era regente da Banda Municipal, um grupo muito bem preparado e familiarizado com o repertório sinfônico e operístico, e por seu intermédio a Banda passou a colaborar nas apresentações do Orfeão sem custos. O segundo concerto do Orfeão, levado a cabo no Theatro São Pedro em 16 de maio de 1933, foi um grande sucesso, sendo repetido no Auditório Araújo Viana no dia 21. No programa constavam trechos das óperas Nabucco e I Lombardi alla prima crociata, de Verdi, O Guarani, de Carlos Gomes; Madama Butterfly, de Puccini; La Gioconda, de Ponchielli, e Tannhäuser, de Wagner.

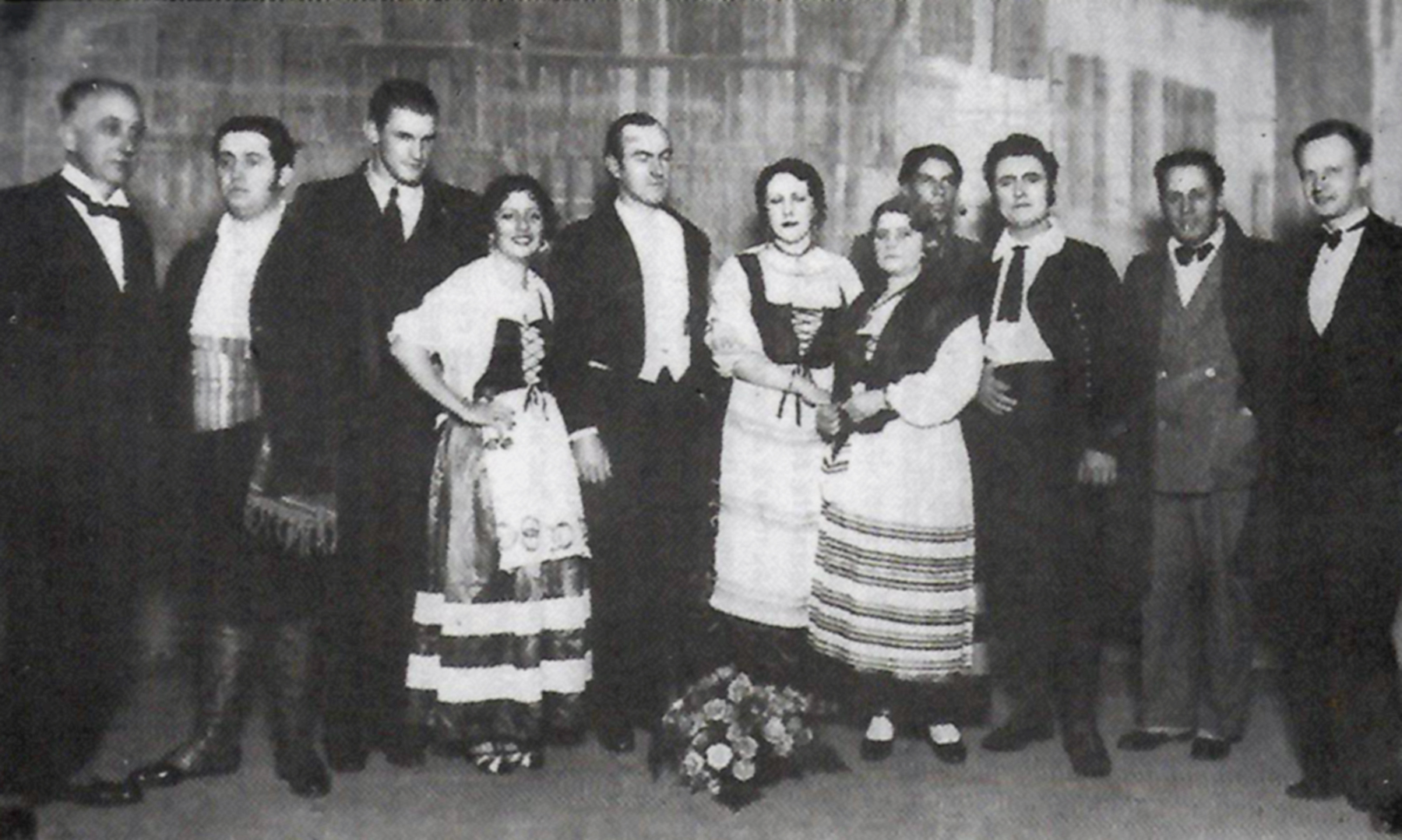
Membros do Orfeão Rio-Grandense envolvidos na apresentação da ópera Cavalleria Rusticana na temporada de 1934. Da esquerda para a direita: Antonio Porcello, João Gomes Falcão, o maestro Léo Schneider, Maria Helena Leão, o maestro Roberto Eggers, Olga de Siqueira Pereira, Conchita Frasca, Demófilo Xavier, Ruggiero Micheletto, não identificado, e o presidente Renaud Jung.

Outras apresentações aconteceram ao longo de 1933, e em 5 de outubro assumiu a presidência Renaud Jung, cargo que ocuparia até 1952. Leonardi se retirou do Orfeão após um breve período, sendo substituído pelo maestro Roberto Eggers, que também não durou muito na direção. Porém, tanto Schneider como Leonardi e Eggers atuariam como colaboradores em várias atividades do Orfeão nos anos seguintes. A boa receptividade das apresentações levou a sociedade a reavaliar seus objetivos, passando a privilegiar a música operística e organizar apresentações de obras completas. A temporada de 1934 teve as óperas Tosca, La Bohème, Rigoletto e Cavalleria Rusticana. Em 1935 foram apresentadas Madama Butterfly, Il Trovatore e La Traviata, e em 1936 La Traviata, Il Trovatore, Rigoletto, La Bohème e Lucia di Lammermoor. Conforme as necessidades específicas de cada obra, as apresentações contavam com a colaboração de um número variável de membros de grupos instrumentais ativos na cidade, como a Banda Municipal, a orquestra do Sindicato dos Músicos Profissionais e a orquestra do Centro Musical Porto-Alegrense, bem como bailarinas da escola de Tony Seitz Petzhold. Ocasionalmente eram convidados para os papeis principais solistas profissionais que estavam de passagem pela cidade.
Depois de 1936 a ajuda financeira recebida da Intendência e das empresas foi muito reduzida. O estado entrava em um período de crise econômica, e a eclosão da II Guerra Mundial trouxe problemas adicionais, de maneira que foram suspensos os grandes eventos operísticos do Orfeão, de organização muito custosa, as atividades declinaram em número e assumiram um caráter camerístico, com apresentações de solistas acompanhados de piano ou poucos instrumentos, ou de um coro a cappella, mas nunca cessaram totalmente. Ao mesmo tempo, ocorreu uma notável expansão na área de abrangência do Orfeão, realizando recitais em muitas cidades do interior, como Cruz Alta, Carazinho, São Leopoldo, Passo Fundo, Santo Ângelo, Ijuí e outras. Como exceções nesse quadro de declínio, puderam ser montadas as óperas Fanciulla della selva (de Angelo Crivelaro), em 1939, e Rigoletto em 1943.

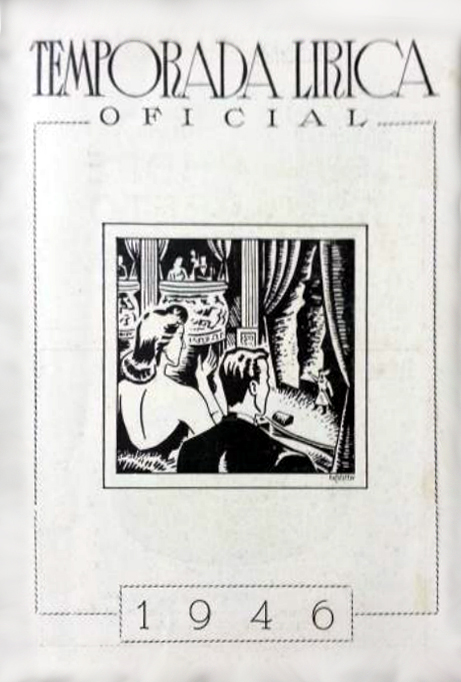
Capa da programação da temporada lírica oficial de 1946.

Em 1944 o Governo do Estado concordou em dar uma substancial subvenção permanente para o Orfeão, possibilitando a contratação de alguns solistas profissionais e a montagem de sete óperas completas. Roberto Eggers foi o ensaiador e regente dos espetáculos, Léo Schneider o regente do coro, o barítono italiano Tino Bruno respondeu pela direção artística e colaboraram a Escola de Bailados de Clássicos de Lya Bastian Meyer e uma orquestra recrutada entre os membros do Sindicato dos Músicos Profissionais. Na prática o Orfeão se tornara o responsável pela organização das temporadas líricas oficiais do Governo. A bem sucedida parceria durou até 1951, exceto pelo ano de 1948, quando os concertos foram suspensos. Em 1945 foram levadas ao palco 11 óperas completas; em 1946, 11; em 1947, 11; em 1949, 8; em 1950, 12, e em 1951, 3.
Embora o coro continuasse sendo composto por amadores, para os papeis de solistas passaram a ser sistematicamente contratados cantores profissionais brasileiros ou estrangeiros de sólida reputação, o que contribuiu para elevar o nível de qualidade das récitas. Ao mesmo tempo, o Orfeão passava a atuar como uma sociedade de concertos, e trouxe para a cidade uma quantidade de afamados instrumentistas, cantores e maestros, como os violoncelistas Bernard Michelin e Pierre Fournier, os pianistas Wilhelm Backhaus, Aaron Copland, Wilhelm Kempff, Fritz Jank, Éliane Richepin e Arthur Rubinstein, o Quarteto Húngaro, o Quinteto de Sopros de Paris, o violinista Henryk Szeryng, os maestros Hans Joachim Koellreutter, Ernő Dohnányi, Carlos Estrada e Pablo Komlós, e cantores como Beniamino Gigli, Ferruccio Tagliavini e os Meninos Cantores de Viena, entre muitos outros. Foi construída uma sede própria ao lado do Theatro São Pedro, que passou a abrigar diversas atividades, incluindo uma escola de canto, uma escola de dança e uma escola de arte dramática, responsável pela montagem de diversas peças e até de teatro experimental. Também foi responsável pela fundação de uma orquestra sinfônica estável, que mais tarde se reorganizou como a Orquestra Sinfônica de Porto Alegre. Em sua fase de maior atividade o Orfeão organizava eventos de variados tipos em vários espaços da capital quase todos os dias da semana. Renaud Jung sempre foi o principal dinamizador da entidade, permanecendo na presidência até 1952. Com sua saída, o grupo se desarticulou e perdeu muito do seu ímpeto, mas algumas atividades seriam mantidas até 16 de agosto de 1960, quando foi despejado de sua sede pelo Governo do Estado.
O Orfeão Rio-Grandense desempenhou um papel importante para a estruturação, consolidação e qualificação da cena musical de Porto Alegre, que no tempo de seu surgimento era ainda dominada pelo amadorismo, foi a mais longeva e bem sucedida das várias sociedades operísticas organizadas no estado na primeira metade do século XX, e a repercussão de suas atividades se estendeu sobre todo o Rio Grande do Sul. Teve também relevante atividade educativa e introduziu o público local a uma série de obras nunca antes apresentadas no estado. Segundo Kênia Werner,
"O Orfeão movimentou a vida cultural de Porto Alegre de uma forma sem precedentes, promovendo apresentações artísticas quase que diariamente. Algumas delas chegaram ao ponto de serem apresentadas pela manhã por não haver locais disponíveis no turno da noite, evidenciando a intensidade das promoções artísticas. Não eram porém, somente em quantidade que chamavam atenção, mas também em qualidade. Artistas de renome internacional de vários países passaram pela capital gaúcha, oportunizando aos porto-alegrenses o contato com diferentes culturas. [...] O Orfeão Rio-Grandense encerrou suas atividades [...] sem deixar uma instituição à sua altura para lhe substituir".